# Anastasios I. von Antiochien
Anastasios I. von Antiochien, auch Anastasius († 599) war Patriarch von Antiochien. Er wird als Heiliger verehrt, sein Gedenktag ist der 21. April. Er amtierte ab 559 als Patriarch von Antiochien (Syrien) und trat gegen Justinian I. auf, als dieser den Aphthartodoketismus unterstützte. Unter Justin II. musste Anastasios 570 ins Exil gehen und kehrte 593 unter Maurikios noch einmal bis zu seinem Tod in sein Amt zurück.

## Patriarchat
Das Patriarchat Antiochien am Orontes, heute Antakya in der Südosttürkei, war der Ort, in dem die Anhänger einer neuen Religion zum ersten Mal als „Christen“ benannt wurden. Der Inhaber dieses Patriarchats hatte schon immer ein hohes Ansehen und rangierte an vierter Stelle hinter dem Bischof von Rom (Papst).

## Kaiser gegen Patriarch
Anastasius zog sich als Patriarch den Zorn des byzantinischen Kaisers Justin II. (565–578) zu, weil er die Lehre der Aphtarttodoketen, einer fanatischen Irrlehre der Monophisten über die Person Jesus Christus bekämpfte. Das hatte zur Folge, dass Anastasius sein Patriarchat verlor. Mit Fürsprache des Papstes Gregor der Große (590–604) bei Kaiser Maurikios (582–602) kehrt er an seinen bischöflichen Amtssitz zurück.